# Mar Arranz
María del Mar Arranz (Barcelona, 15 de julio de 1981)
exjugadora profesional española de voleibol. y entrenadora de voleibol. Actualmente dirige al equipo masculino del AE.Sàndor Cornellà que milita en la 1.ª división catalana

## Clubes

### Como Jugadora
- 2013-2014.- CVVH Dulce de leche Mardel (Superliga),  España.
- 2012-2013.- Club Voleibol Vall d'Hebron (Superliga 2),  España.
- 2011-2012.- Nuchar Eurochamp Murillo (Superliga),  España.
- 2010-2011.- Nuchar Eurochamp Murillo (Superliga 2),  España.
- 2009-2010.- Club Voleibol Tenerife (Superliga),  España.
- 2008-2009.- Saint Raphael (Superliga francesa),  Francia.
- 2008-2009.- Club Voleibol Aguere (Superliga),  España.
- 2006-2008.- Club Voleibol Benidorm,  España.
- 2003-2006.- Club Voleibol Sanse,  España.
- 2001-2003.- Club Voleibol Albacete,  España.
- 1999-2001.- Club Voleibol Barcelona Winterthur,  España.

### Como Entrenadora
- 2014-Actualidad.- AE.Sàndor Cornellà (1.ª división catalana),  España

## Logros obtenidos

### Clubes
- 2013-2014.- MVP en las jornadas 8 y 9 e incluida en el siete ideal de las jornadas 1, 8 y 9 de Superliga.
- 2013.- Campeona de la Copa de la Princesa disputada en Barcelona con Club Voleibol Vall d'Hebron .
- 2012-2013.- MVP en las jornadas 1 y 3 de liga regular y 4 de la eliminatoria de ascenso (de Superliga 2 e incluida en el siete ideal de las jornadas 1, 3 y 7 de liga regular y 8 de la eliminatoria de ascenso. MVP de la primera vuelta de Superliga 2.
- 2012.- Subcampeona de la Copa de la Reina disputada en Salou con Nuchar Eurochamp Murillo .
- 2011-2012.- Tercer puesto en Superliga con Nuchar Eurochamp Murillo.
- 2011-2012.- Incluida en el 7 ideal de las jornadas 10 y 19 de Superliga.
- 2010-2011.- Campeona de Superliga 2 y ascenso a Superliga con Nuchar Eurochamp Murillo.
- 2010-2011.- MVP en la jornada 3 de Superliga 2.
- 2010-2011.- MVP en el VII Memorial Lorena Ojeda celebrado en Haro.
- 2009-2010.- Participación en Copa CEV (Europa).
- 2006-2007.- Participación en Copa CEV (Europa).
- 2005-2006.- Ascenso a Superliga A1.
- 2002-2003.- Mejor sacadora de la Copa de S.M. La Reina.
- 1999-2000.- Campeona de España con la Selección Catalana .
- 1999-2000.- Campeona de España juvenil con el Club Voleibol Barcelona Winterthur .